# Galactia herradurensis
Galactia herradurensis är en ärtväxtart som beskrevs av Ignatz Urban. Galactia herradurensis ingår i släktet Galactia och familjen ärtväxter. Inga underarter finns listade i Catalogue of Life.